# Diplusodon glaucescens
Diplusodon glaucescens är en fackelblomsväxtart som beskrevs av Dc.. Diplusodon glaucescens ingår i släktet Diplusodon och familjen fackelblomsväxter. Inga underarter finns listade i Catalogue of Life.